# 污水池

污水池

污水池又稱糞坑，它是用于临时收集和储存粪便、排泄物或污泥以及污水的一個地方，是卫生设施系统的一部分。一般它是一个地下深圆柱形的容器，直径约为1米，深度约为2-3米。它们的外观类似于人工挖掘的水井。